# Taekwondo na Igrzyskach Afrykańskich 2015
Taekwondo na Igrzyskach Afrykańskich 2015 odbywało się w dniach 16–18 września 2015 roku w Gymnase Talangaï położonym w Brazzaville.

## Podsumowanie

### Klasyfikacja medalowa
| Klasyfikacja medalowa | Klasyfikacja medalowa         | Klasyfikacja medalowa | Klasyfikacja medalowa | Klasyfikacja medalowa | Klasyfikacja medalowa |
| Miejsce               | Państwo                       | Złoto                 | Srebro                | Brąz                  | Razem                 |
| --------------------- | ----------------------------- | --------------------- | --------------------- | --------------------- | --------------------- |
| 1.                    | Egipt                         | 7                     | 4                     | 4                     | 15                    |
| 2.                    | Wybrzeże Kości Słoniowej      | 2                     | 0                     | 8                     | 10                    |
| 3.                    | Nigeria                       | 1                     | 4                     | 2                     | 7                     |
| 4.                    | Tunezja                       | 1                     | 2                     | 4                     | 7                     |
| 5.                    | Senegal                       | 1                     | 2                     | 1                     | 4                     |
| 6.                    | Mali                          | 1                     | 1                     | 3                     | 5                     |
| 7.                    | Algieria                      | 1                     | 0                     | 1                     | 2                     |
| 8.                    | Etiopia                       | 1                     | 0                     | 0                     | 1                     |
| 8.                    | Niger                         | 1                     | 0                     | 0                     | 1                     |
| 10.                   | Demokratyczna Republika Konga | 0                     | 1                     | 4                     | 5                     |
| 11.                   | Gabon                         | 0                     | 1                     | 1                     | 2                     |
| 11.                   | Ghana                         | 0                     | 1                     | 1                     | 2                     |
| 13.                   | Gwinea                        | 0                     | 0                     | 1                     | 1                     |
| 13.                   | Kamerun                       | 0                     | 0                     | 1                     | 1                     |
| 13.                   | Libia                         | 0                     | 0                     | 1                     | 1                     |
| Razem                 | Razem                         | 16                    | 16                    | 32                    | 64                    |

### Medaliści
| Konkurencja   | 1. miejsce            | 2. miejsce             | 3. miejsce                             |           |
| Mężczyźni     | Mężczyźni             | Mężczyźni              | Mężczyźni                              | Mężczyźni |
| ------------- | --------------------- | ---------------------- | -------------------------------------- | --------- |
| do 54 kg      | Moâd Nabil            | Moustapha Kama         | Hédi Neffati Alhoudourou Maiga         |           |
| do 58 kg      | Romain Trolliet       | Mohammad Tariq Jamilou | Shawky El-Said Tadjou Wasiu Amao       |           |
| do 63 kg      | Youssef Ali           | Edwin Samson           | Ouahid Briki Oumar Sissoko             |           |
| do 68 kg      | Ghofran Zaki          | Balla Dièye            | Marc Mbombo Seifeddine Trabelsi        |           |
| do 74 kg      | Ismaël Coulibaly      | Seif Eissa             | Arnold Nkoy Anicet Kassi               |           |
| do 80 kg      | Cheick Sallah Cissé   | Oussama Oueslati       | Gorame Kare Taha Al Aswed              |           |
| do 87 kg      | Yassine Trabelsi      | David Adjetey          | Abderrahman Gouhari Seydou Gbané       |           |
| powyżej 87 kg | Abdoul Razak Issoufou | Anthony Obame          | Mohamed Ayman Firmin Zokou             |           |
| Kobiety       |                       |                        |                                        |           |
| do 46 kg      | Nardos Chifra         | Fadia Farhani          | Aya Ali Bouma Ferimata Coulibaly       |           |
| do 49 kg      | Nour Abdelsalam       | Rosa Keleku            | Joy Ekhator Oumou Koultoumy            |           |
| do 53 kg      | Radwa Reda            | Chinazum Nwosu         | Rahma Ben Ali Daniella Pelham          |           |
| do 57 kg      | Bineta Diédhiou       | Hidaja Malak Wahba     | Brenda Mahonza Josseline Eyenga        |           |
| do 62 kg      | Ruth Gbagbi           | Rewan Refaei           | Gradie Kamwanya Mpoyi Urgence Mouega   |           |
| do 67 kg      | Sihem El-Sawalhy      | Mariam Diarra          | Nadège N’dri Ifeoma Juliet Dennis      |           |
| do 73 kg      | Uzoamaka Otuadinma    | Maysoun Farouk         | Aminata Doumbia Mamina Koné            |           |
| powyżej 73 kg | Mennat-Allah Maher    | Ester Uzoukwu          | Linda Azzedine Hadja Fatoumata Djabate |           |